# Christian Sablatnig
Christian Sablatnig (* 2. November 1979 in Klagenfurt) ist ein österreichischer Fußballspieler. Er wird hauptsächlich als Mittelfeldspieler eingesetzt.

## Karriere
Nach seiner Ausbildung beim TSV Grafenstein (1986–1991) und der Akademie beim damaligen SK Austria Klagenfurt (1991–1999), war er kurz beim Wolfsberger AC, danach von 1999 bis Juli 2003 beim FC Kärnten und anschließend bis Jänner 2004 beim BSV Juniors Villach. Von Jänner 2004 bis Jänner 2006 war er beim SVG Bleiburg. Nach einem Jahr beim SC St. Stefan/Lavanttal spielte er im ersten Halbjahr 2007 beim SV Feldkirchen. Zur Saison 2007/08 kehrte er zum SC St. Stefan zurück, 2010 schloss er sich dem SK Austria Klagenfurt an. Von Juli 2012 bis zur Winterübertrittszeit 2013/14 war er im Kader des Annabichler SV, danach bis Juli 2014 beim Eberndorfer AC in der Unterliga Ost. Ab Juli 2014 spielte er wieder in der Landesliga Kärnten beim ASKÖ Köttmannsdorf. In vier Spielzeiten in Köttmannsdorf kam er 105 Landesligaeinsätzen, in denen er 23 Tore machte.
Zur Saison 2018/19 wechselte er zum fünftklassigen SC Globasnitz. Für Globasnitz spielte er 22 Mal in der Unterliga, aus der er mit dem Verein zu Saisonende abstieg. Daraufhin schloss er sich zur Saison 2019/20 dem siebtklassigen SV Viktoria Viktring an. Ab der Saison 2021/22 war er gleichzeitig als Co-Trainer beim ASKÖ Köttmannsdorf tätig und wird nun ab der Saison 2022/23 den Cheftrainerposten übernehmen. 